# Erysimum hungaricum
Erysimum hungaricum là một loài thực vật có hoa trong họ Cải. Loài này được Zapal. mô tả khoa học đầu tiên năm 1913.